# Heather MacRae
Pour les articles homonymes, voir MacRae.
Heather MacRae, née le 5 octobre 1946 à New York (État de New York), est une actrice et chanteuse américaine.

## Biographie
Fille des acteurs Gordon MacRae (1921-1986) et Sheila MacRae (1921-2014) et sœur de l'actrice Meredith MacRae (1944-2000), Heather MacRae joue notamment au théâtre à Broadway (New York) dans quatre comédies musicales, la première en 1968.
L'année suivante (1969), sa deuxième comédie musicale est Hair (représentée jusqu'en 1972) ; sa quatrième est A Catered Affair (en) (2008, avec Harvey Fierstein), inspirée du film de 1956 The Catered Affair — titre français : Le Repas de noces —. Toujours à Broadway, elle joue aussi en 1987-1988 dans la pièce Coastal Disturbances (en) de Tina Howe (en) (avec Annette Bening et Timothy Daly).
Au cinéma, elle apparaît dans seulement huit films américains (ou en coproduction), le premier sorti en 1969. Le troisième est Tout ce que vous avez toujours voulu savoir sur le sexe sans jamais oser le demander de Woody Allen (1972, avec le réalisateur et John Carradine). Suivent notamment Un couple parfait de Robert Altman (1979, avec Paul Dooley et Titos Vandis) et Graine de star de James Lapine (1993, avec Michael J. Fox et Christina Vidal). Son dernier film à ce jour est la coproduction américano-indienne Un nom pour un autre de Mira Nair (2006, avec Tabu et Irfan Khan).
Pour la télévision américaine, à ce jour, Heather MacRae contribue à quinze séries, depuis Flipper le dauphin (un épisode, 1966) jusqu'à The Big C (un épisode, 2013). Entretemps, citons Starsky et Hutch (deux épisodes, 1977), Frasier (un épisode, 1996) et New York, unité spéciale (deux épisodes, 2001-2002).
S'ajoutent trois téléfilms diffusés dans les années 1970.

## Théâtre à Broadway (intégrale)
(comédies musicales, sauf mention contraire)
- 1968 : Here's Where I Belong, musique de Robert Waldman, lyrics d'Alfred Uhry, livret d'Alex Gordon, d'après le roman À l'est d'Éden (East of Eden) de John Steinbeck, costumes de Ruth Morley : Abra Bacon
- 1969-1970 : Hair, musique de Galt MacDermot, lyrics de James Rado, livret de Gerome Ragni : Sheila / une membre de la tribu (remplacement)
- 1987-1988 : Coastal Disturbances, pièce de Tina Howe : Faith Bigelow
- 1992-1993 : Falsettos, musique t lyrics de William Finn, livret de William Finn et James Lapine (ce dernier également metteur en scène) : Charlotte
- 2008 : A Cattered Affair, musique et lyrics de John Bucchino, livret d'Harvey Fierstein, d'après le scénario de Gore Vidal (inspiré d'une pièce de Paddy Chayefsky) pour le film Le Repas de noces (The Catered Affair, 1956) : Dolores / une fournisseuse

## Filmographie

### Cinéma (intégrale)
- 1969 : Recess de Rule Royce Johnson : rôle non spécifié
- 1971 : Who Says I Can't Ride a Rainbow? d'Edward Mann : elle-même
- 1972 : Tout ce que vous avez toujours voulu savoir sur le sexe sans jamais oser le demander (Everything You Always Wanted to Know About Sex – But Were Afraid to Ask) de Woody Allen : Helen Lacey
- 1973 : Le Dernier Match (Bang the Drum Slowly) de John D. Hancock : Holly Wiggen
- 1979 : Un couple parfait (A Perfect Couple) de Robert Altman : Mary
- 1986 : The Perils of P. K. de Joseph Green : rôle non spécifié
- 1993 : Graine de star (Life with Mickey) de James Lapine : Mme Tobin
- 2006 : Un nom pour un autre (The Namesake) de Mira Nair : l'infirmière Patty

### Télévision

#### Séries (sélection)
- 1966 : Flipper le dauphin (Flipper)
  - Saison 3, épisode 11 Flipper et le chiot (Flipper and the Puppy) de Ricou Browning : Anne
- 1977 : Starsky et Hutch (Strasky & Hutch)
  - Saison 2, épisodes 16 et 17 Traquenard, 1re et 2e parties (The Set-Up, Parts I & II) de George McCowan : Debra
- 1978 : Embarquement immédiat (Flying High)
  - Saison unique, épisode 3 A Hairy Yak Plays Musical Chairs Eagerly : Eve
- 1991-1992 : Clarissa Explains It All
  - Saison 1, épisode 6 Haunted House (1991) : la tante Mafalda
  - Saison 2, épisode 5 The Return of Mafalda (1992) : la tante Mafalda
- 1996 : Frasier
  - Saison 3, épisode 23 Le Groupe Focus (The Focus Group) : Cathy
- 2001-2002 : New York, unité spéciale (Law and Order: Special Victims Unit)
  - Saison 3, épisode 7 Classé X (Sacrifice, 2001 - la propriétaire) de Lesli Linka Glatter et épisode 15 Le Couloir de la mort (Execution, 2002 - Andrea Mason)
- 2002 : Les Soprano (The Sopranos)
  - Saison 4, épisode 10 Intervention musicale (The Strong Silent Type) d'Alan Taylor : une administratrice
- 2004 : Sex and the City
  - Saison 6, épisode 14 Le Mariage de ma meilleure amie III (The Ick Factor) de Wendey Stanzler : la juge
- 2013 : The Big C
  - Saison 4, épisode 1 Vie de chien / Prendre sa vie en main (Quality of Life) de Michael Engler : Stephanie

#### Téléfilms (intégrale)
- 1973 : Manhattan poursuite (The Connection) de Tom Gries : June McGruder
- 1977 : The Four of Us de Reginald Rose : Annie
- 1978 : Secrets of Three Hungry Wives de Gordon Hessler : Lynn Briskin